# Philipp av Hessen (född 1970)
Philipp av Hessen (Philipp Robin Prinz von Hessen), född den 17 september 1970, är en tysk fotograf, yngsta barnet och andre sonen till Moritz av Hessen och hans förra hustru prinsessan Tatjana av Sayn-Wittgenstein-Berleburg. Han gifte sig med Laetitia Bechtolf borgerligt 5 maj 2006 och kyrkligt 10 juni samma år.
Philipp av Hessen bor för närvarande i New York. Han fotograferade flera tyska kungligheter (även systern Mafalda) för septemberutgåvan 2003 av Vanity Fair.